# Diamond Dallas Page
Dallas Page, nato Page Joseph Falkinbur e meglio noto come Diamond Dallas Page (Point Pleasant, 5 aprile 1956), è un ex wrestler e attore statunitense.
È principalmente ricordato per i suoi trascorsi tra il 1991 e il 2001 nella World Championship Wrestling, federazione in cui vinse tre volte il World Heavyweight Championship, due volte lo United States Championship, una volta il Television Championship e quattro volte il World Tag Team Championship. Nel corso della sua carriera ha militato anche nella World Wrestling Federation e nella Total Nonstop Action Wrestling.
Dopo aver smesso di lottare, Page ha intrapreso la carriera di attore, guru del fitness e speaker motivazionale.

## Carriera

### Gli inizi (1988–1991)

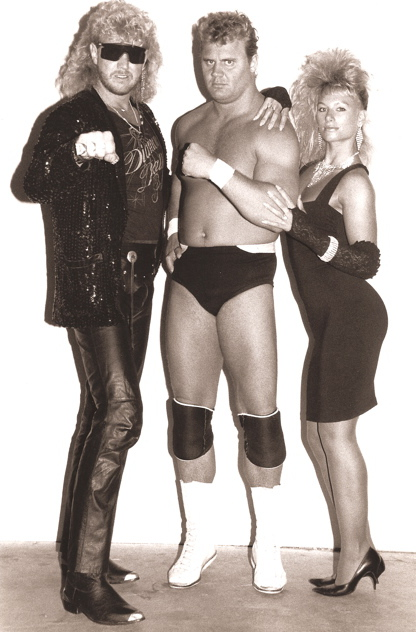
Dallas Page, Curt Hennig e Diamond Doll nel 1988

Page dirigeva un nightclub a Fort Myers, in Florida, chiamato "Norma Jeans", e contemporaneamente lavorava come manager nella American Wrestling Association (AWA). Iniziò l'attività di manager nel 1988, avendo come clienti i Badd Company (Paul Diamond & Pat Tanaka), team che guidò alla conquista dei titoli AWA World Tag Team Championship il 19 marzo. I Badd Company, erano spesso accompagnati da vallette conosciute con il nome "Diamond Dolls" (Tonya, Jennifer, e Torri). Durante questo periodo in AWA, altri clienti di Page furono Col. DeBeers, Curt Hennig, e Madusa Miceli, tutti membri della sua stable denominata Diamond Exchange. Lavorò inoltre come commentatore tv per la Florida Championship Wrestling (FCW), presto ribattezzatasi Professional Wrestling Federation (PWF), dove lavorò insieme a Gordon Solie, prima di debuttare finalmente sul ring come wrestler vero e proprio. Il primo match ufficiale di Page si svolse nel maggio 1989 contro Dick Slater.
Nel 1990, Dallas fece un colloquio con la WWF per un posto come annunciatore, ma non ottenne il lavoro. A WrestleMania VI, guidò la Cadillac rosa che portò i Rhythm and Blues (The Honky Tonk Man & Greg Valentine) al ring. All'epoca, era praticamente sconosciuto nella World Wrestling Federation. Quando la FCW fallì, Page continuò il suo lavoro come direttore del night fino a quando Dusty Rhodes fece ritorno alla World Championship Wrestling. Rhodes iniziò l'attività di booker e portò Page nella federazione all'inizio del 1991.

### World Championship Wrestling (1991–2001)

#### Manager dei Freebirds e Diamond Mine (1991–1992)
Page arrivò nella World Championship Wrestling (WCW) nel 1991 in qualità di manager dei The Fabulous Freebirds (Jimmy Garvin & Michael P.S. Hayes). Egli portò i Freebirds alla conquista del titolo NWA World Tag Team Championship in un match svoltosi il 24 febbraio nel quale i suoi clienti sconfissero i Doom (Butch Reed & Ron Simmons). Prima del match, Page svelò il nuovo road manager della stable, Big Daddy Dink, precedentemente conosciuto con il nome Oliver Humperdink, che interferì nell'incontro. Durante il match, Page introdusse i Diamond Dolls, aggiungendo al gruppo Diamond Studd (Scott Hall). Inoltre, Page lavorò anche come commentatore tv per la WCW in coppia con Eric Bischoff. Iniziò poi a lottare lui stesso, grazie ai consigli di Magnum T.A.. Debuttò come wrestler in un tag team match che vide contrapposti lui e Diamond Studd contro Kevin Sullivan e il suo partner. All'inizio Page venne relagato tra i "jobber". Debuttò, perdendo, in pay-per-view a Starrcade 1991, in coppia con Mike Graham contro Jushin Thunder Liger e Bill Kazmaier.
Successivamente Page continuò a lottare sul ring e a portare nuovi wrestler nella sua stable, "The Diamond Mine", come Scotty Flamingo (Raven) e Vinnie Vegas (Kevin Nash). Quando Studd e Flamingo lasciarono la stable, Page fece coppia con Vinnie Vegas in un tag team denominato "Vegas Connection". Tuttavia, il team si sciolse poco tempo dopo il debutto e verso la fine del 1992, Nash uscì dalla WCW per approdare alla World Wrestling Federation.

#### Faida con Randy Savage (1994–1997)
DDP continuò a raffinare il suo personaggio, seguendo i consigli di Jake Roberts che lo mise in guardia rispetto agli aspetti psicologici del business. Quando si riprese dall'infortunio, Dallas tornò ad apparire in WCW nel 1994, insieme alla moglie Kimberly. Restò coinvolto in un lungo feud con Dave Sullivan (che lo accusava di trattare male Kimberly). Al ppv Fall Brawl 1995, Page vinse il suo primo titolo di una certa importanza sconfiggendo Renegade aggiudicandosi il WCW World Television Championship. In seguito Johnny B. Badd gli tolse la cintura, e a World War 3 vinse addirittura i servigi di Kimberly come sua nuova valletta. A Uncensored del 24 marzo 1996, The Booty Man & Kimberly sconfissero Diamond Dallas Page in un Loser Leaves Town Match.

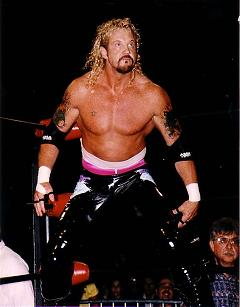
Diamond Dallas Page negli anni novanta

Il 19 maggio prese parte al Lord of the Ring Tournament (Battle Bowl) svoltosi a Slamboree. Vinse il torneo sconfiggendo in finale The Barbarian con due Diamond Cutter. Il vincitore avrebbe conquistato lo status di sfidante numero uno al titolo mondiale WCW all'epoca detenuto da The Giant. Tuttavia, Page non ottenne la title shot quella sera. Era nel mezzo di un feud con Eddie Guerrero quando nacque il New World Order (nWo). Poiché Nash ed Hall erano entrambi ex partner di Page, lo assistettero durante il torneo per l'assegnazione del vacante titolo US. Credendo però che il loro aiuto non fosse ben accetto, Hall e Nash finirono per assalire Page durante la finale, regalando di fatto la vittoria a Guerrero. Dopo avergli dimostrato il proprio potere, gli chiesero di entrare nell'nWo. Dallas rispose colpendo entrambi con la sua mossa finale Diamond Cutter, dando il via al suo turn face e al feud definitivo con l'nWo. Nello specifico, Page si scontrò con "Macho Man" Randy Savage (all'epoca membro dell'nWo). Durante una puntata di WCW Monday Nitro, Savage, aiutato da Scott Hall e Kevin Nash, attaccò Page e gli scrisse con la vernice spray sulla schiena le lettere "nWo". Qualche settimana dopo, a Uncensored, Savage e Miss Elizabeth "ruppero" la kayfabe rivelando al mondo che Page e Kimberly erano sposati. A Spring Stampede, Diamond Dallas Page e Savage si affrontarono nel main event della serata in un match che vide prevalere Page, ma che non fu la resa dei conti finale tra i due. Qualche mese dopo, a The Great American Bash, i due si affrontarono nuovamente in un "Anything Goes, Lights Out Match". Questa volta l'incontro terminò con la vittoria di Savage. A Bash at the Beach, Scott Hall e Randy Savage sconfissero Diamond Dallas Page e Curt Hennig. Curt Hennig, che era stato portato personalmente in WCW da Diamond Dallas Page, abbandonò DDP durante il match. Hennig sconfisse Page in un "Grudge Match" svoltosi a Road Wild. A Fall Brawl, Page in coppia con Lex Luger sconfisse Scott Hall e Randy Savage in un "No Disqualification Match". In questo periodo, Page iniziò a scontrarsi con il leader dell'nWo, Hollywood Hulk Hogan. Page e Savage si affrontarono per l'ultima volta al ppv Halloween Havoc edizione 1997. L'incontro fu un "Las Vegas Sudden Death Match", vinto da Savage grazie all'interferenza di Hogan, che travestito da Sting, colpì Page con la mazza da baseball.

#### United States Champion (1997–1998)
A Starrcade, Page vinse il titolo United States Heavyweight Championship sconfiggendo Curt Hennig. L'anno seguente a Uncensored, difese la cintura in un Triple Threat Falls Count Anywhere Match contro Chris Benoit e Raven. Successivamente Page perse il titolo in favore di Raven a Spring Stampede. Il prossimo impegno vide Page combattere in coppia con il giocatore di basket Karl Malone contro Hulk Hogan e Dennis Rodman al ppv Bash at the Beach, perdendo a causa delle interferenze esterne. Altro match particolare dell'epoca fu quello che lo vide far coppia con il presentatore Jay Leno a Road Wild, dove i due sconfissero Hogan e Eric Bischoff.
A Fall Brawl, Page si aggiudicò il main event del WarGames 1998, ed ottenne una title shot per il WCW World Title contro l'imbattuto Goldberg a Halloween Havoc. Page perse l'incontro, ma il match fu votato "Match of the Year" dai lettori della rivista WCW Magazine. Nonostante la sconfitta patita, Page non si perse d'animo e riuscì a strappare la cintura di Campione United States Heavyweight a Bret Hart. Hart riconquistò il titolo durante la puntata di Nitro del 30 novembre vincendo un No Disqualification Match.

#### Regni titolati (1998–2001)
Nell'aprile 1999 Page conquistò il titolo WCW World Heavyweight Championship al ppv Spring Stampede sconfiggendo Sting, Hogan, e Ric Flair in un Four Way Dance Match arbitrato da "Macho Man" Randy Savage. Page schienò Flair dopo averlo colpito con la Diamond Cutter. Dopo la conquista del titolo, il comportamento di Page cambiò drasticamente, dato che i fans avevano iniziato a stufarsi del suo personaggio da "face" e frequenti erano i fischi nei suoi confronti durante gli house show. La decisione di far diventare Page un heel venne quindi presa dalla dirigenza WCW, ed il cambiamento ebbe luogo a Nitro in un match che lo vedeva contrapposto a Goldberg. Durante l'incontro, Page colpì ripetutamente Goldberg ad una gamba con una sedia d'acciaio, per poi passare a provocare il pubblico urlando loro: "fischiatemi adesso!". Si fermò solo quando giunse Kevin Nash ad allontanarlo dal ring.

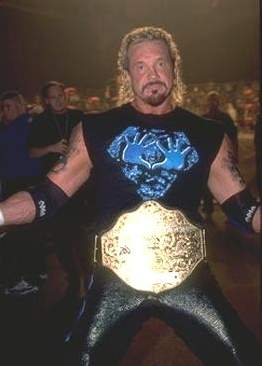
DDP WCW World Heavyweight Champion

Il 26 aprile 1999, Page perse e riguadagnò il titolo nello spazio di due ore. Sting lo sfidò a difendere la cintura nella prima parte di Nitro e lo sconfisse diventando WCW World Champion. Novanta minuti dopo, Nash giunse a bordo ring chiedendo un four-way match con in palio il titolo, e Page vi partecipò insieme a Sting, Goldberg, ed allo stesso Kevin Nash. Page riconquistò la cintura. Nash divenne lo sfidante numero uno al titolo e affrontò Page all'evento Slamboree. Inizialmente fu Dallas a prevalere su Nash grazie all'interferenza esterna di Randy Savage, ma il match venne fatto proseguire da Eric Bischoff e Nash riuscì a schienare Page dopo una powerbomb, aggiudicandosi il titolo.
Poco tempo dopo Slamboree, Page entrò a far parte di un tag team insieme Bam Bam Bigelow e i due vinsero il WCW World Tag Team Championship da Perry Saturn & Raven, grazie al tradimento di Chris Kanyon nei confronti di Raven. Page, Bigelow, & Kanyon divennero noti con il nome "Jersey Triad" (tutti e tre i wrestler erano nativi del New Jersey) ed attraverso la loro alleanza con il WCW "President for Life" Ric Flair iniziarono a ricorrere alla famigerata Freebird Rule nei loro successivi match (ognuno dei tre membri del team avrebbe potuto difendere i titoli di coppia). Il trio detenne le cinture fino al 10 giugno, quando Saturn e Chris Benoit riuscirono a sconfiggerli. Riconquistarono i titoli tre giorni dopo a The Great American Bash, perdendoli poi contro gli Harlem Heat a Road Wild in agosto. Il gruppo si sciolse poco tempo dopo e Page iniziò un feud con Hulk Hogan, alleandosi con Sid Vicious & Rick Steiner. Alla fine della rivalità, Dallas Page divenne nuovamente un face e si scontrò con gli ex compagni Kanyon & Bigelow.
Nel 2000, Dallas Page ebbe una title shot al vacante titolo WCW World Championship in un match contro Jeff Jarrett al ppv Spring Stampede. In un colpo di scena sorprendente, la moglie di Page, Kimberly, lo tradì aiutando Jarrett a conquistare la cintura. La vendetta di Page ebbe luogo nella puntata di Nitro del 24 aprile, quando sconfisse Jarrett in uno Steel Cage Match diventando WCW World Heavyweight Champion per la terza volta. Tre giorni dopo, l'attore David Arquette gli strappò la cintura a Thunder; vincendo un Four Way Dance Match comprendente anche Jarrett ed Eric Bischoff (Arquette schienò proprio quest'ultimo). Page cercò di riconquistare la cintura a Slamboree in un Triple Cage match con Arquette e Jarrett, ma perse quando Arquette lo colpì a tradimento con una chitarra.

### World Wrestling Federation (2001–2002)
Quando la WCW venne acquisita dalla WWF nel 2001, Page fu uno dei pochi grossi nomi della WCW (insieme a Booker T e Buff Bagwell) ad accettare una buona uscita dalla AOL Time Warner piuttosto che passare direttamente alla federazione di Vince McMahon. Diamond Dallas Page debuttò nella World Wrestling Federation (WWF) durante la puntata del 18 giugno 2001 di Raw rivelandosi essere lo stalker misterioso che perseguitava la moglie di The Undertaker, Sara. Page rivelò di non essere realmente interessato alla donna, ma che il suo scopo primario era quello di attirare il massimo dell'attenzione da parte della maggior star della compagnia. Presto si unì alla stable The Alliance durante la "WCW Invasion". Al ppv King of the Ring, affrontò Undertaker in una sorta di rissa che non fu mai sancita come un vero e proprio match ufficiale.
Successivamente, Page e Chris Kanyon si riunirono in tag team e il 9 agosto 2001 a SmackDown!, la coppia sconfisse gli APA vincendo il World Tag Team Championship.

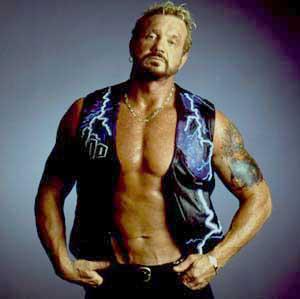
Diamond Dallas Page

La faida con Undertaker andò avanti per altri tre mesi per poi terminare quando The Undertaker & Kane batterono Page & Kanyon a SummerSlam il 19 agosto 2001 in uno Steel Cage Match con in palio il WWF Tag Team Championship, occasione nella quale Page si infortunò realmente e dovette restare lontano dal ring fino all'ottobre 2001.
In questo periodo, divenne celebre la sua "catchphrase" «Yo! It's me, it's me, it's DDP!», e Page sviluppò una nuova gimmick diventando un "motivatore". Questa gimmick prendeva spunto dall'attività di life-coach e guru motivazionale che Page svolge anche nella vita reale. Il nuovo personaggio, implicava un'attitudine fortemente ottimista ed un costante sorriso sulle labbra, e non mancava mai di ripetere il suo motto: «That's not a bad thing [...] that's... a good thing».
Il suo ritorno in televisione si ebbe il 3 novembre 2001 a Rebellion, dove perse un match contro Big Show. Quando l'Alliance venne sconfitta alle Survivor Series del 2001, DDP insieme al resto dei membri della stable, persero il lavoro (kayfabe) venendo licenziati dalla federazione. In seguito, riuscì a riconquistare il suo posto di lavoro sconfiggendo The Big Bossman a SmackDown! il 17 gennaio 2002. Inoltre, prese parte alla Royal Rumble di quell'anno, ma venne eliminato nel corso del match.
Il 31 gennaio 2002, Page divenne European Champion sconfiggendo Christian, ex discepolo della sua "filosofia positiva". A WrestleMania X8, difese con successo il titolo nel match di rivincita. Page perderà la cintura in favore di William Regal a SmackDown il 19 marzo. Ormai quarantaseienne, reduce da svariati infortuni, incluso un grave incidente al collo rimediato durante un match contro Hardcore Holly, Page fu d'accordo con i vertici della federazione a non rinnovare il contratto in scadenza che lo legava alla WWE.

### Total Nonstop Action (2004–2005)
Il 1º aprile 2004, Diamond Dallas Page annunciò il suo ritorno sul ring. Dopo aver lavorato per varie federazioni del circuito indipendente, egli debuttò nella Total Nonstop Action Wrestling il 12 novembre scontrandosi con Raven ed Erik Watts. A Turning Point, DDP sconfisse Raven, e a Final Resolution (2005), Page lottò in un three-way elimination match che venne vinto da Monty Brown. Il 4 febbraio durante la puntata di Impact!, Page e Monty Brown sconfissero The Naturals, poi l'11 febbraio, Page sconfisse Chris Candido. Al ppv Against All Odds, Page & Brown sconfissero il Team Canada (Bobby Roode & Eric Young). Page ricevette una title shot per l'NWA World Heavyweight Championship il 13 marzo 2005 a Destination X, ma fu sconfitto dal campione Jeff Jarrett quando Monty Brown effettuò un turn heel e colpì Page all'improvviso. Durante la puntata del 18 marzo di Impact!, Page & Sean Waltman sconfissero Lex Lovett & Buck Quartermain, e il 15 aprile, Page & Waltman affrontarono The Outlaw & Monty Brown, ma senza successo. A Lockdown, DDP insieme a B.G. James & Waltman sconfisse Jeff Jarrett, Monty Brown & The Outlaw in un Lethal Lockdown match. A Hard Justice, Page & Ron Killings si scontrarono con Monty Brown & The Outlaw perdendo il match. Page lasciò la TNA poco tempo dopo.

### Apparizioni sporadiche in WWE (2011–2018)
Nel gennaio 2015 fece il suo ritorno alla Royal Rumble.
Diamond Dallas Page ha fatto un'apparizione a sorpresa all'annuale André the Giant Memorial Battle Royal svoltasi il 3 aprile 2016 a WrestleMania 32; Page ha eliminato Viktor ma è stato a sua volta eliminato da Konnor, compagno di Viktor.
Il 21 febbraio 2017 è stato annunciato l'ingresso di Diamond Dallas Page nella WWE Hall of Fame del 2017. Ha fatto il suo ritorno a Greatest Royal Rumble con il numero 27, ma è stato eliminato dallo sforzo congiunto di Bobby Lashley, Roman Reigns e Kevin Owens.

### All Elite Wrestling (2019-2020)
Il 25 maggio 2019, nel corso del pay-per-view inaugurale Double or Nothing, Page scortò Brandi Rhodes via dal ring dopo che lei si era rifiutata di allontanarsi dal match tra Cody Rhodes e Dustin Rhodes pur essendo stata espulsa dall'arbitro Earl Hebner. Il 23 ottobre 2019 a AEW Dynamite, aiutò Cody contro Chris Jericho e la sua stable The Inner Circle. Il 27 novembre 2019 tornò a Dynamite per consegnare a MJF il primo Dynamite Diamond Ring come premio per avere sconfitto Adam Page. Il 15 gennaio 2020 all'evento Bash at the Beach, Page lottò il suo ultimo match, alleandosi con Dustin Rhodes e Q. T. Marshall contro MJF e The Butcher and The Blade, ma uscendo sconfitto.

## Personaggio

### Mosse finali
- Diamond Cutter (Cutter)

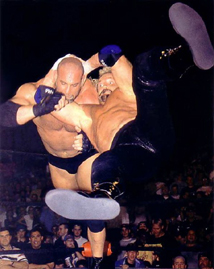
DDP esegue la Diamond Cutter su Goldberg

- Diamond Clash (Belly to back inverted mat slam) – 1994-1995

### Soprannomi
- "The Original People's Champion"
- "The Master of the Diamond Cutter"
- "The King of Bada-Bing"

### Manager
- Diamond Dolls
- Kimberly Page
- Max Muscle

### Wrestler di cui è stato manager
- Badd Company
- Col. DeBeers
- Curt Hennig
- Madusa Miceli
- Bam Bam Bigelow
- Johnny Ace
- Dick Slater
- The Fabulous Freebirds[14]
- Diamond Studd
- Vinnie Vegas
- Scotty Flamingo[15]

## Titoli e riconoscimenti

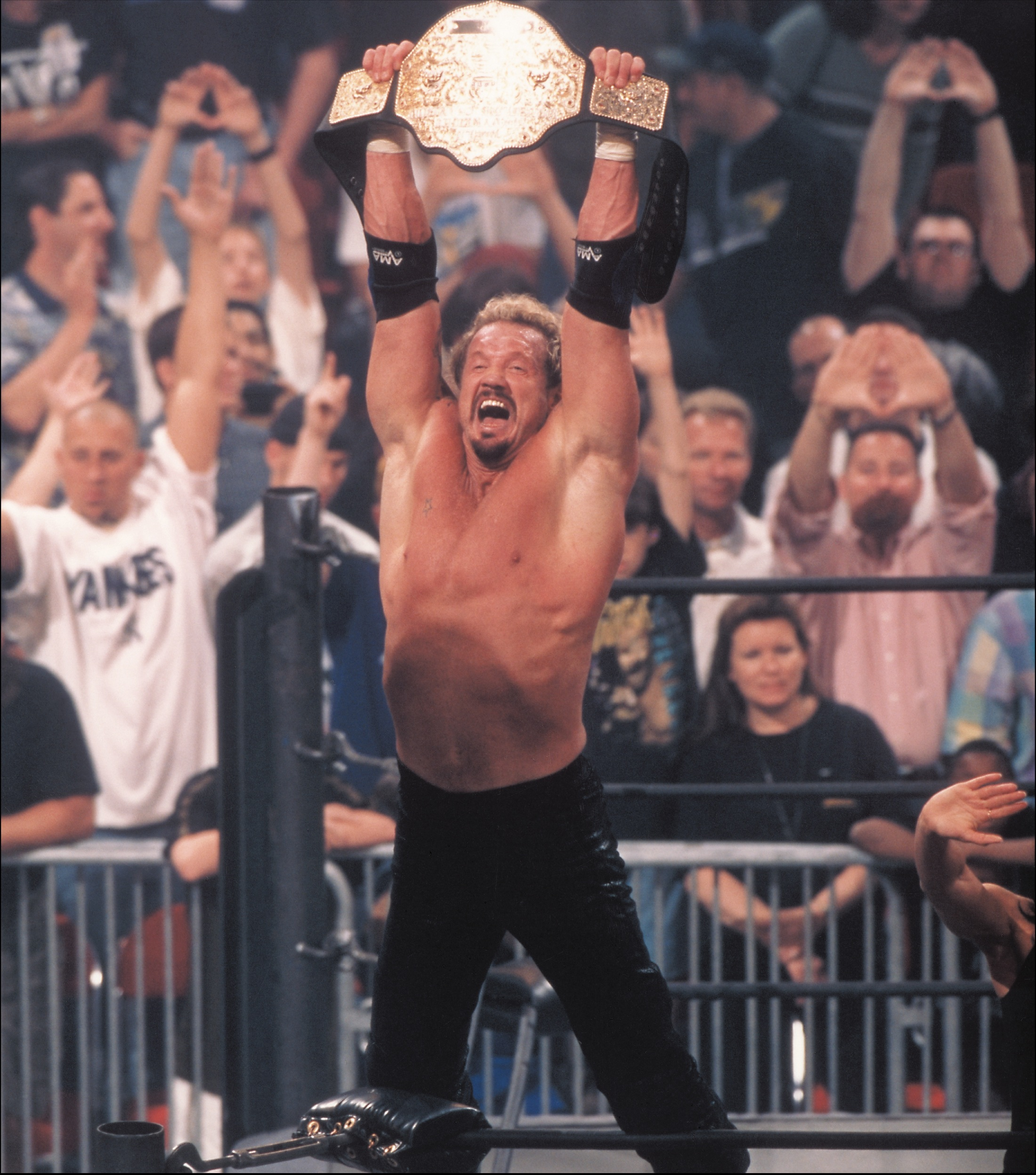
Diamond Dallas Page con il World Heavyweight Championship, titolo che ha detenuto tre volte

- Lou Thesz International Wrestling Institute
  - Frank Gotch Award (2014)
- Pro Wrestling Illustrated
  - Most Improved Wrestler of the Year (1995)
  - Feud of the Year (1997) – vs. Randy Savage
  - Most Hated Wrestler of the Year (1999)
  - 4º tra i 500 migliori wrestler singoli nella PWI 500 (1998)
  - 65º tra i 500 migliori wrestler singoli nella PWI 500 Years (2003)
- Swiss Wrestling Federation
  - SWF Heavyweight Championship (1)
- World Championship Wrestling
  - WCW World Heavyweight Championship (3)
  - WCW United States Championship (2)
  - WCW World Television Championship (1)
  - WCW World Tag Team Championship (4) – con Kanyon (2) e con Kevin Nash (2)
- World Wrestling Federation
  - WWE European Championship (1)
  - World Tag Team Championship (1) – con Kanyon
  - WWE Hall of Fame (classe del 2017)
- Wrestling Observer Newsletter
  - Most Improved Wrestler (1996)
  - Best Wrestling Maneuver (1997) – Diamond Cutter
  - Worst Gimmick (2001)

## Filmografia

### Cinema
- Pronti alla rissa (Ready to Rumble), regia di Brian Robbins (2000)
- La casa del diavolo (The Devil's Rejects), regia di Rob Zombie (2005)
- Nice Guys, regia di Joe Eckardt (2006)
- Jack's Law, regia di Gil Medina (2006)
- Hood of Horror, regia di Stacy Title (2006)
- Splinter, regia di Michael D. Olmos (2006)
- Driftwood, regia di Tim Sullivan (2006)
- Pizza Man, regia di Joe Eckardt (2011)
- Gallowwalkers, regia di Andrew Goth (2012)

### Televisione
- Rapimento alla Casa Bianca  (First Daughter), regia di Armand Mastroianni – film TV (1999)
- The Guardians of Justice – serie TV (2022)

### Documentari
- The Resurrection of Jake the Snake, regia di Steve Yu (2015)

## Doppiatori italiani
Nelle versioni in italiano delle opere in cui ha recitato, Dallas Page è stato doppiato da:
- Vladimiro Conti ne La casa del diavolo
- Domenico Strati in Fuoco mortale
- Roberto Accornero in The Guardians of Justice